# Подушне
Подушне (подушний податок, подушна подать) — основний прямий податок у Російській імперії (зокрема, в Україні) у 18-19 ст.
Запроваджене Петром I у 1724 (указ про подушне 1722) замість подвірного оподаткування. Подушне сплачувало все чоловіче населення країни, крім дворян, духовенства і осіб, що перебували на державній службі. Застосуванню подушного передував перепис населення (ревізія) в 1718-24. Розмір податку визначався сумою, необхідною для утримання армії і флоту.
Розмір податку протягом 18-19 ст. постійно збільшувався [з селян — з 70 коп. в 1794 до 1 крб. 15коп. — 2 крб. 16 коп. (у різних районах) у 1867]. В 18 ст. подушне становило близько 50 % всіх податків у бюджет держави. На Україну подушне було поширено в другій половині 18 ст. (1765 — Слобідська Україна, 1783 — Лівобережжя, 1795 — Правобережжя).
У 1775 купцям подушне було замінено сплатою відсоткового збору з капіталу; у 1863 від подушного звільнено міщан і цехових ремісників (крім Сибіру і Бессарабії). Внаслідок цього подушне стало винятково становим селянським податком. Скасовано в Європейській частині Російської імперії у тому числі в Україні з 1887, Сибіру — з 1899.